# Отношения Мексики и Экваториальной Гвинеи
Отношения Мексики и Экваториальной Гвинеи — двусторонние дипломатические отношения между Мексиканскими Соединёнными Штатами и Республикой Экваториальная Гвинея.

## История
Экваториальная Гвинея и Мексика имеют общую историю, поскольку обе страны когда-то были колониями Испании и частью Испанской империи. Во время трансатлантической работорговли Испания перевезла много африканских рабов из Экваториальной Гвинеи в Мексику, куда они прибыли в основном в портовый город Веракрус.
26 сентября 1975 года Экваториальная Гвинея и Мексика установили дипломатические отношения. С момента установления дипломатических отношений отношения между обеими странами в основном происходили на международных форумах, таких как Организация Объединенных Наций. В 2005 году министр иностранных дел Экваториальной Гвинеи пастор Миха Ондо Биле посетил Мексику. В мае 2007 года министр информации, культуры и туризма Экваториальной Гвинеи Сантьяго Нчама посетил Мексику, где провёл встречи с официальными лицами мексиканского правительства для изучения схем сотрудничества в области технической подготовки в области средств массовой информации, культуры и туризма. В результате визита были возобновлены переговоры о Соглашении о сотрудничестве в области образования и культуры между двумя странами.
Обе страны подписали меморандум о взаимопонимании в области птицеводства (2014 г.) и Соглашение об общем сотрудничестве (2014 г.).
В марте 2019 года политический беженец из Экваториальной Гвинеи поговорил с президентом Мексики Андресом Мануэлем Лопесом Обрадором, чтобы попросить Мексику вмешаться против 40-летней диктатуры в Экваториальной Гвинее президента Теодоро Обианга Нгема Мбасого.
В 2019 году товарооборот между Экваториальной Гвинеей и Мексикой составил 69 миллионов долларов США. Основной экспорт Экваториальной Гвинеи в Мексику включает: машины, минеральное топливо и песчаные формы для литейного производства. Основной экспорт Мексики в Экваториальную Гвинею включает: холодильники, замороженную рыбу и обезвоженные живые дрожжи.